# Cappella dei Santi Fabiano e Sebastiano (Predaia)
La cappella dei Santi Fabiano e Sebastiano è una cappella cattolica situata nel cimitero di Vervò, frazione del comune di Predaia, in provincia e arcidiocesi di Trento. 

## Storia

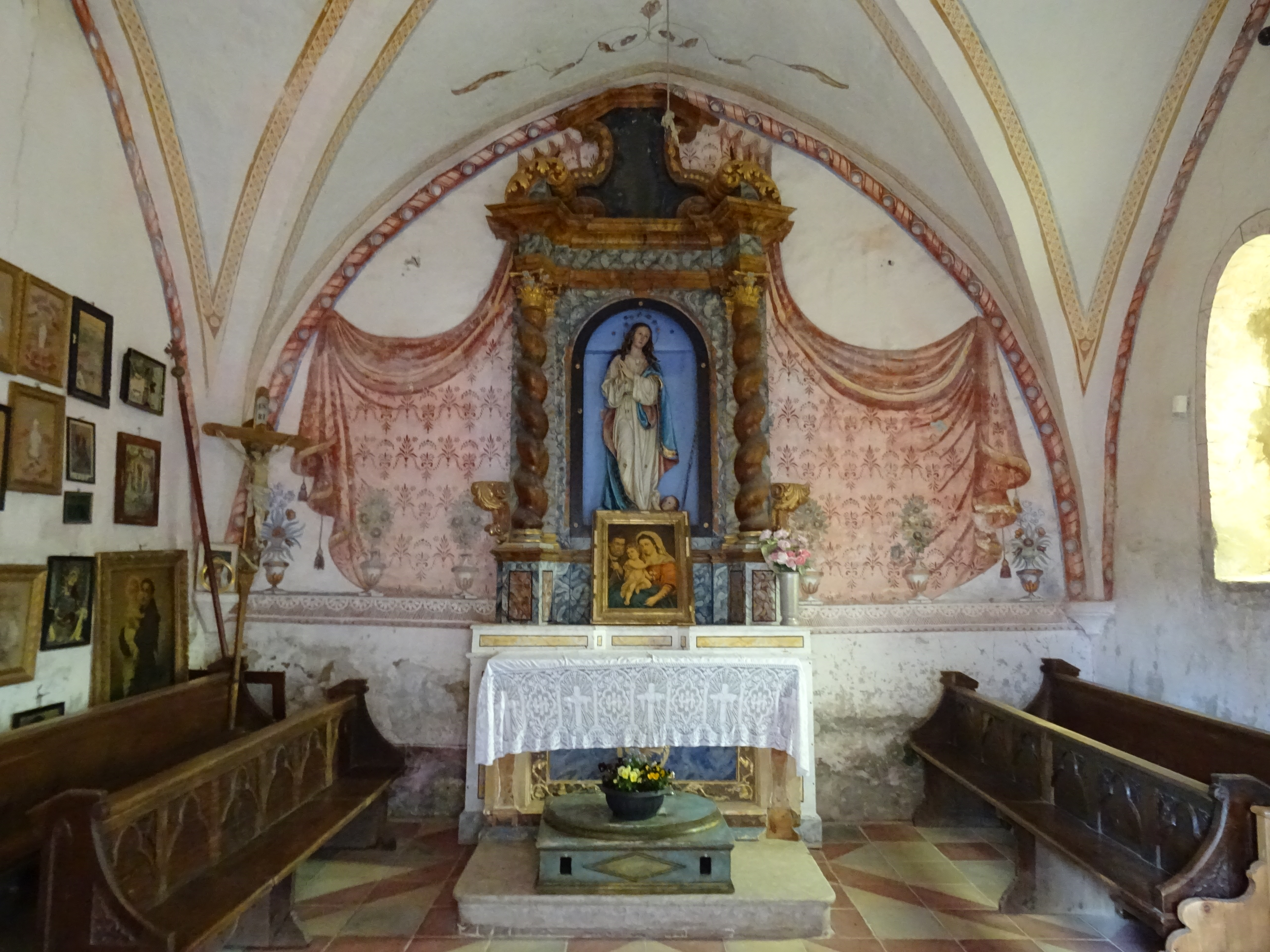
Interno

Il piccolo edificio venne edificato, a spese di alcuni privati, nel 1476, addossato al vecchio campanile della chiesa di San Martino; la consacrazione avvenne il 17 o il 22) ottobre dello stesso anno, celebrata da fra' Albertino da Trino, vescovo titolare di Esbo e vicario del principe vescovo di Trento Giovanni Hinderbach.
Secondo un'iscrizione non più presente, ma riportata da padre Simone Weber nel 1937, l'interno era in origine affrescato, ma i dipinti vennero scialbati il 3 settembre 1582. Verso il 1736 il sacello venne fornito di un altare ligneo; le statue che lo ornavano, assieme a vari dipinti ed ex voto, vennero trafugate in una serie di furti tra il 1774 e il 1777; nel 1881 l'interno venne ridecorato.

## Descrizione

### Esterno

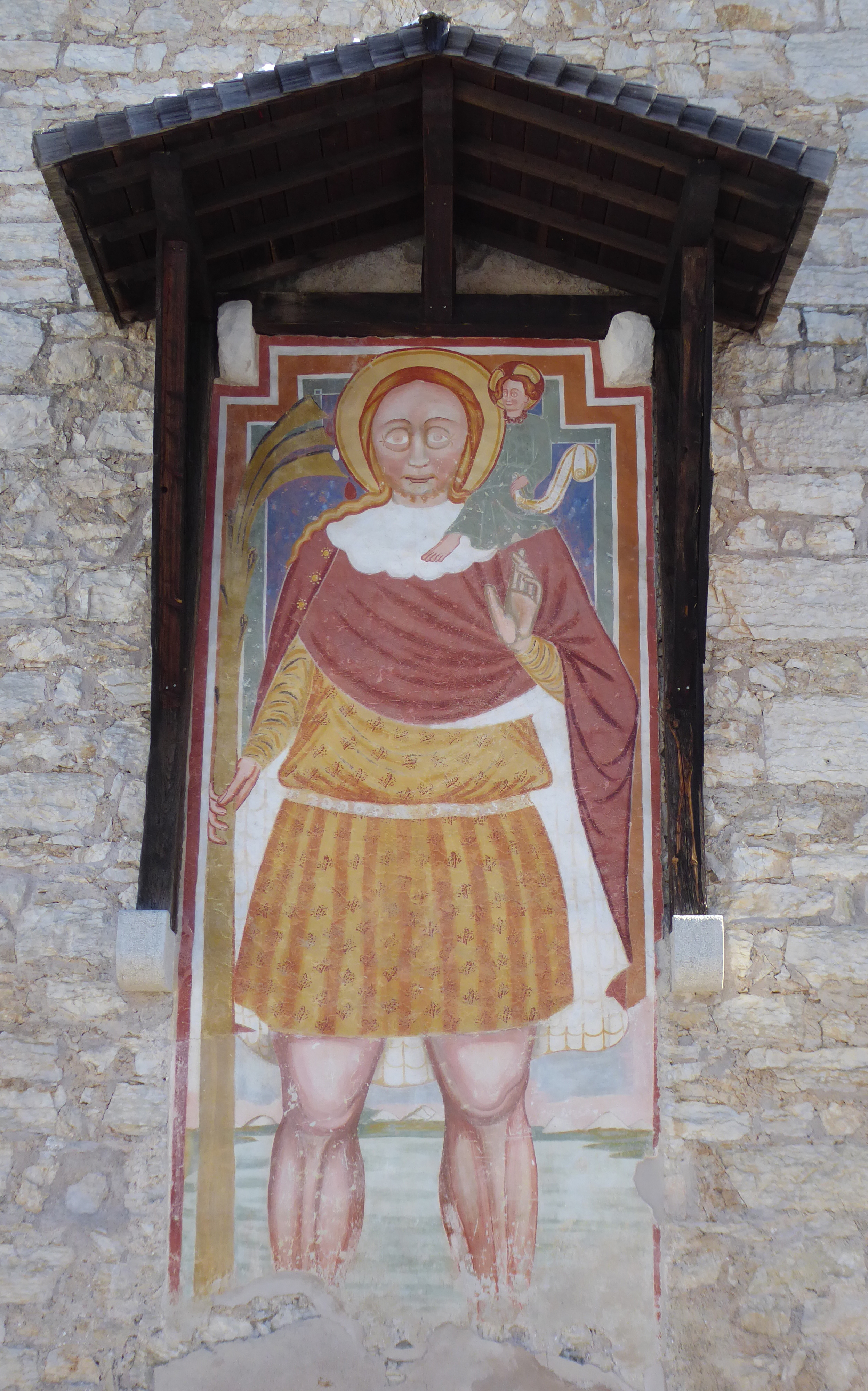
L'affresco di san Cristoforo sul campanile adiacente

Si tratta di un edificio semplice, a pianta quadrata, orientato verso nord e affiancato dal campanile di pertinenza della vicina chiesa di San Martino. La facciata è rettangolare, aperta dal portale architravato leggermente disassato e da una piccola finestrella rettangolare alla sua destra; l'unica altra apertura dell'edificio è una monofora centinata sul lato orientale. In facciata sono inoltre murate cinque lapidi sepolcrali.
La struttura è in pietrame, coperta da un tetto a più spioventi in scandole di legno.

### Interno

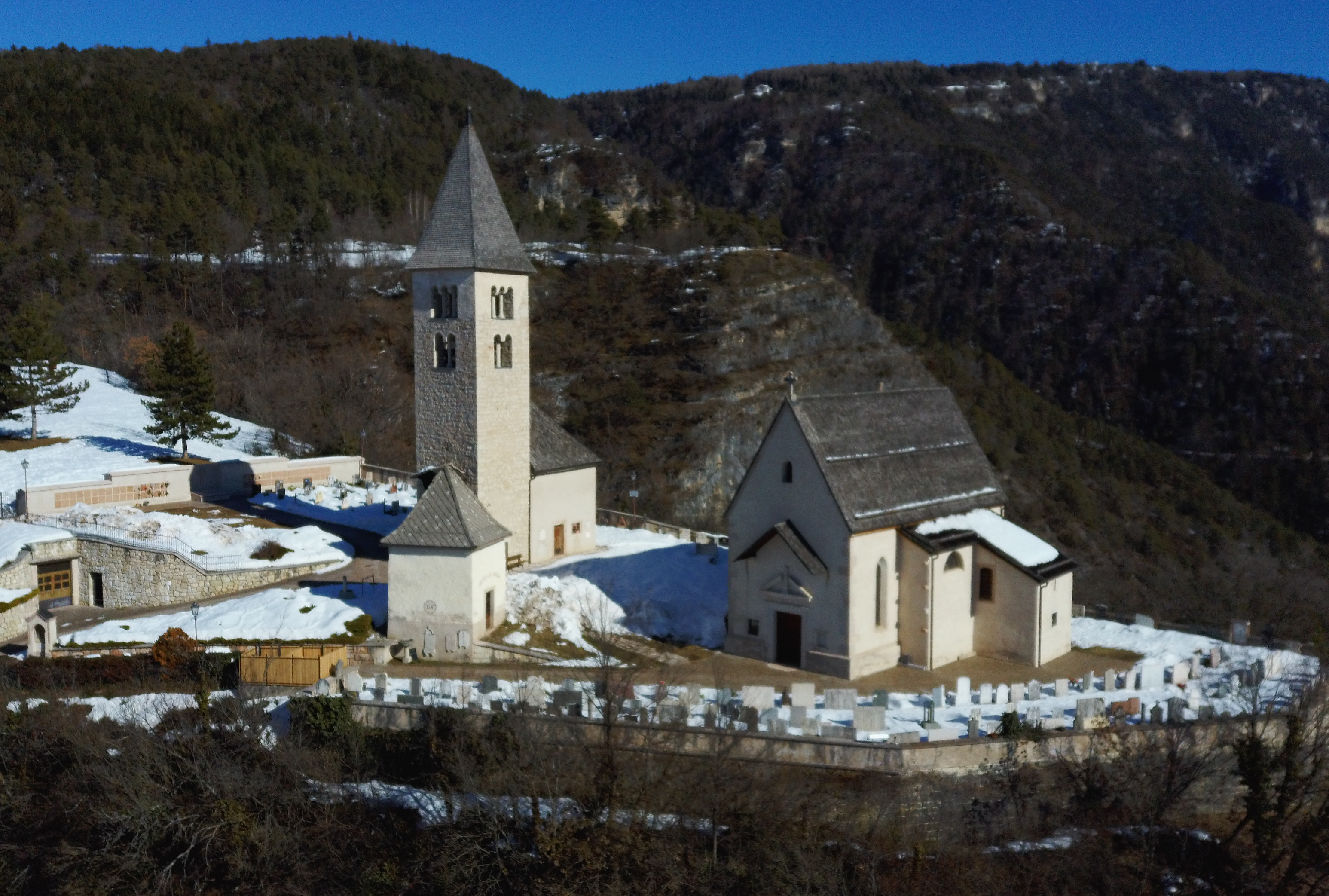
Vista aerea del cimitero di Vervò, con la chiesa di San Martino, la cappella dei Santi Fabiano e Sebastiano addossata al campanile, e la più piccola cappella del Sepolcro

L'interno è ad aula unica, a pianta quadrata, pavimentato con quadrotte di cemento monocrome e bicolori con tinte di bianco, rosso e nero, disposte in decori geometrici. È presente un altare unico, rialzato di un gradino, dietro al quale campeggia un grande affresco con motivo a tendaggio; altri affreschi, a motivi floreali, sono sulla volta a crociera.